# Шарлотта Австрійська
Шарлотта Австрійська (нім. Charlotte von Österreich), повне ім'я Шарлотта Ядвіґа Франциска Йозефа Марія Антонія Роберта Оттонія Піа Анна Ігнатія Маркус д'Авіано (нім. Charlotte Hedwig Franziska Josepha Maria Antonia Roberta Ottonia Anna Pia Ignatia Marcus d'Aviano), відома в США як Шарлотта де Бар (англ. Charlotte de Bar), 1 березня 1921 — 23 липня 1989) — титулярна велика герцогиня Мекленбург-Штреліца у 1956–1963 роках, уроджена ерцгерцогиня Австрійська з династії Габсбургів, принцеса Богемії та Угорщини, донька останнього імператора Австро-Угорщини Карла I та пармської принцеси Зіти, дружина титулярного великого герцога Мекленбург-Штреліца Георга. Тривалий час була соціальним працівником у США та ФРН.

## Біографія

### Дитинство та юність
Шарлотта народилась 1 березня 1921 року в Швейцарії. Вона була сьомою дитиною та другою донькою колишнього імператора Австро-Угорщини Карла I та його дружини Зіти Бурбон-Пармської. Мала старшу сестру Адельгейду та братів Отто, Роберта, Фелікса, Карла Людвіга та Рудольфа. Охрестили новонароджену на другий день після появи на світ.

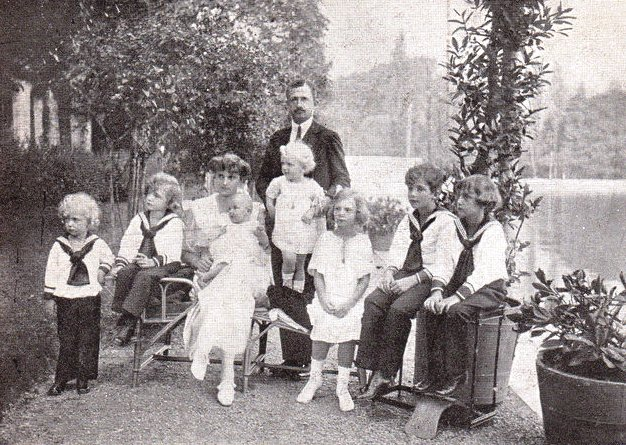
Шарлотта (на руках у матері) в колі родини, близько 1922 року

За кілька тижнів після її народження Карл зробив мирну спробу повернути собі угорський престол, інкогніто прибувши до Будапешту. Через вплив Малої Антанти та відсутність підтримки Міклоша Горті спроба виявилася невдалою. У жовтні 1921 року імператор виступив вже на чолі війська, однак переворот знову не вдався. Карл був заарештований угорцями та висланий разом із дружиною, яка його супроводжувала та знов була вагітною, на острів Мадейра.
Діти в цей час знаходилися у замку Вартеґ у Швейцарії під наглядом ерцгерцогині Марії Терези. До батьків у Фуншалі вони приєдналися у лютому 1922 року. Втім, Карл вже наступного місяця захворів і пішов з життя 1 квітня 1922 року. Зіта з дітьми у травні залишила Мадейру та відпливла до Іспанії. Перший час вони провели у палаці Пардо в Мадриді, де імператриця народила найменшу доньку, а у червні 1923 року оселилися у палаці Урібаррен в Лекейтіо на березі Біскайської затоки. Родина отримувала доходи від приватної власності в Австрії та виноградників у Йоганнесбурзі, а також добровільних пожертвувань. Зіта більше не одружувалася та все життя носила траур.
У 1929 року старша сестра та брати Шарлотти досягли віку, потрібного для здобуття вищої освіти. У вересні родина переїхала до Бельгії, де провела чотири місяці в будинку д'Урсель у Брюсселі, після чого оселилася у замку Гем у бельгійському селищі Стенокерзел біля столиці, вибраному через близькість до Левенського університету. Шарлотта отримувала домашню освіту, а у 1933–1936 роках відвідувала французьку школу Діви Марії в Брюсселі. У 1939 році вона вступила на економічний факультет Левенського університету.
У зв'язку з вторгненням нацистів у Бельгію у травні 1940 року, сімейство через Дюнкерк, Париж і Бордо виїхало до Іспанії, а звідти — до Португалії. 9 липня вони отримали американські візи, а 27 липня — прибули до Лонг-Айленду. Певний час Зіта з молодшими дітьми жила у Тукседо-парку, згодом  у Массачусетсі у друзів Фелікса, зрештою вони перебралися до Квебеку. Не маючи достатньо коштів, фінанси розтягували скільки було змоги.
У вересні 1940 року Шарлотта поновила свої заняття економікою та соціальних наук в Університеті Лаваля. Завершила вона їх влітку 1942 року та невдовзі вступила до Фордгемського університету для вивчення соціальної роботи.
Починаючи з жовтня 1943 року, ерцгерцогиня стала соціальним працівником в організації Католицька Благодійність Карітас у Східному Гарлемі на Мангеттені. Для роботи використовувала ім'я Шарлотта де Бар. Мешкала у Тукседо-парку. Зрідка представляла родину Габсбургів на різних заходах у місті. У 1953 році її матір повернулася до Європи.
Під час відпустки у 1955 році у Європі познайомилася з титулярним великим герцогом Мекленбург-Штреліца Георгом, який перед тим втратив дружину. У травні 1956 року було оголошено про їхні заручини.

### Шлюб
У 35 років Шарлотта взяла шлюб із 56-річним титулярним великим герцогом Мекленбург-Штреліца Георгом, який носив титул герцога Мекленбурзького та мав трьох дорослих дітей від першого шлюбу. Цивільна церемонія відбулася 21 липня 1956 року у баварському Пеккінгу. Вінчання пройшло там же 25 липня. Привітати молодят до Пеккінгу прибули п'ять тисяч австрійців. Оселилося подружжя в Зігмарінгені. Дітей у них не було. Після весілля Шарлотта залишила свою роботу.
Георг Мекленбурзький раптово помер від серцевого нападу за сім років після весілля.

### Подальше життя
У 1964 році Шарлотта переїхала до Мюнхена, аби продовжити займатися соціальною роботою. Так само співпрацювала з організацією Карітас, особливо допомогаючи дівчаткам та молодим жінкам. Наприкінці життя доглядала хвору матір, не зважаючи на те, що сама серйозно хворіла. Зіта Бурбон-Пармська пішла з життя у березні 1989 року у Цицерсі. Шарлотта померла 23 липня 1989 року у Мюнхені. Похована у склепі великогерцогської сім'ї в Інцигофені.

## Нагороди
- Орден Зіркового хреста (династія Габсбургів);
- Великий хрест ордену Святого Іоанна (Мальтійський орден).